# Nuoto ai campionati mondiali di nuoto 2015 - Staffetta 4x100 metri misti maschile
La staffetta 4x100 metri misti maschile si è svolta il 9 agosto 2015 presso la Kazan Arena e vi hanno preso parte 127 atleti, raggruppati in 29 squadre nazionali. Le batterie si sono svolte nella sessione mattutina, la finale in quella serale.

## Medaglie
| Posizione | Nazione     | Atleti |
| --------- | ----------- | --- |
| Oro       | Stati Uniti | Ryan Murphy Kevin Cordes Thomas Shields Nathan Adrian Matt Grevers* Cody Miller* Tim Phillips* Ryan Lochte* |
| Argento   | Australia   | Mitch Larkin Jake Packard Jayden Hadler Cameron McEvoy David Morgan* Kyle Chalmers*                         |
| Bronzo    | Francia     | Camille Lacourt Giacomo Perez-Dortona Mehdy Metella Fabien Gilot                                            |

* Atleti che hanno partecipato solo alle batterie

## Record
Prima della manifestazione il record del mondo e il record dei campionati erano i seguenti:
| Record mondiale       | 3'27"28 | Stati Uniti | 2 agosto 2009 Roma, Italia |
| Record dei campionati | 3'27"28 | Stati Uniti | 2 agosto 2009 Roma, Italia |

## Risultati

### Batterie
| Posizione | Batteria | Corsia | Nazione       | Atleti | Tempo   | Note |
| --------- | -------- | ------ | ------------- | --- | ------- | ---- |
| 1         | 4        | 1      | Stati Uniti   | Matt Grevers (52.85) Cody Miller (59.23) Tim Phillips (51.03) Ryan Lochte (47.95)                           | 3:31.06 | Q    |
| 2         | 3        | 6      | Australia     | Mitch Larkin (52.37) Jake Packard (59.87) David Morgan (51.76) Kyle Chalmers (47.86)                        | 3:31.86 | Q    |
| 3         | 2        | 7      | Francia       | Camille Lacourt (53.50) Giacomo Perez-Dortona (1:00.06) Mehdy Metella (50.88) Fabien Gilot (48.07)          | 3:32.51 | Q    |
| 4         | 4        | 4      | Giappone      | Ryōsuke Irie (53.23) Yasuhiro Koseki (59.65) Takurō Fujii (51.59) Shinri Shioura (48.35)                    | 3:32.82 | Q    |
| 5         | 1        | 5      | Germania      | Jan-Philip Glania (53.51) Hendrik Feldwehr (59.37) Steffen Deibler (51.76) Christoph Fildebrandt (48.30)    | 3:32.94 | Q    |
| 6         | 2        | 6      | Gran Bretagna | Chris Walker-Hebborn (53.70) Ross Murdoch (59.20) Adam Barrett (52.29) Benjamin Proud (48.18)               | 3:33.37 | Q    |
| 7         | 4        | 3      | Polonia       | Radosław Kawęcki (53.90) Marcin Stolarski (1:00.66) Paweł Korzeniowski (51.30) Konrad Czerniak (47.64)      | 3:33.50 | Q    |
| 8         | 4        | 8      | Russia        | Grigorij Tarasevič (54.09) Ilya Khomenko (59.58) Daniil Pakhomov (51.83) Alexandr Sukhorukov (48.52)        | 3:34.02 | Q    |
| 9         | 3        | 3      | Italia        | Simone Sabbioni (54.17) Andrea Toniato (1:00.21) Matteo Rivolta (52.00) Marco Orsi (48.21)                  | 3:34.59 |      |
| 10        | 3        | 4      | Brasile       | Guilherme Guido (53.94) Felipe Lima (59.59) Arthur Mendes (52.86) Marcelo Chierighini (48.34)               | 3:34.73 |      |
| 11        | 4        | 0      | Cina          | Xu Jiayu (53.44) Li Xiang (1:00.78) Li Zhuhao (51.61) Lin Yongqing (49.38)                                  | 3:35.21 |      |
| 12        | 2        | 1      | Lituania      | Danas Rapšys (54.71) Giedrius Titenis (58.96) Tadas Duškinas (52.69) Mindaugas Sadauskas (48.94)            | 3:35.30 | NR   |
| 13        | 2        | 2      | Canada        | Russell Wood (54.95) Richard Funk (1:00.05) Santo Condorelli (52.29) Yuri Kisil (48.43)                     | 3:35.72 |      |
| 14        | 3        | 1      | Grecia        | Apostolos Christou (55.43) Panagiōtīs Samilidīs (1:01.44) Andreas Vazaios (52.42) Kristián Goloméev (48.57) | 3:37.86 |      |
| 15        | 2        | 5      | Bielorussia   | Pavel Sankovič (55.22) Il'ja Šymanovič (1:02.24) Yauhen Tsurkin (51.66) Artsiom Machekin (49.11)            | 3:38.23 |      |
| 16        | 3        | 2      | Nuova Zelanda | Corey Main (54.40) Glenn Snyders (1:00.11) Bradlee Ashby (54.50) Matthew Stanley (49.68)                    | 3:38.69 |      |
| 17        | 1        | 4      | Svizzera      | Nils Liess (55.71) Yannick Käser (1:00.33) Nico van Duijn (53.03) Alexandre Haldemann (49.87)               | 3:38.94 |      |
| 18        | 1        | 3      | Turchia       | Doruk Tekin (56.35) Demir Atasoy (1:01.62) Kaan Türker Ayar (53.99) Kemal Arda Gürdal (48.50)               | 3:40.46 |      |
| 19        | 2        | 0      | Singapore     | Quah Zheng Wen (54.41) Khoo Chien Yin Lionel (1:02.50) Joseph Schooling (52.79) Yeo Kai Quan (51.23)        | 3:40.93 |      |
| 20        | 3        | 7      | Colombia      | Omar Pinzón (55.11) Jorge Murillo (1:00.52) Esnaider Reales (54.33) Mateo de Angulo (51.48)                 | 3:41.44 |      |
| 21        | 4        | 6      | Egitto        | Mohamed Khaled (56.55) Youssef El-Kamash (1:01.85) Omar Eissa (53.73) Marwan El-Kamash (49.84)              | 3:41.97 |      |
| 22        | 2        | 4      | Uzbekistan    | Daniil Bukin (57.53) Vladislav Mustafin (1:00.68) Aleksey Derlyugov (54.64) Daniil Tulupov (49.48)          | 3:42.33 |      |
| 23        | 4        | 9      | Estonia       | Ralf Tribuntsov (55.03) Martin Allikvee (1:01.40) Martin Liivamägi (54.83) Martti Aljand (51.89)            | 3:43.15 |      |
| 24        | 3        | 5      | Rep. Ceca     | Roman Dmytrijev (57.45) Petr Bartůněk (1:03.69) Jan Šefl (54.11) Martin Verner (48.96)                      | 3:44.21 |      |
| 25        | 2        | 8      | Lussemburgo   | Raphaël Stacchiotti (57.51) Laurent Carnol (1:00.76) Julien Henx (55.04) Pit Brandenburger (50.91)          | 3:44.22 |      |
| 26        | 3        | 9      | Lettonia      | Janis Šaltans (56.36) Daniils Bobrovs (1:02.60) Nikolajs Maskalenko (56.11) Uvis Kalniņš (50.51)            | 3:45.58 |      |
| 27        | 3        | 8      | Kuwait        | Yousef Al-Askari (1:01.13) Ahmad Al-Bader (1:03.51) Abbas Qali (54.39) Mohammad Madwa (51.72)               | 3:50.75 |      |
|           | 2        | 3      | Messico       | |         | DNS  |
|           | 3        | 0      | Azerbaigian   | |         | DNS  |
|           | 4        | 5      | India         | |         | DNS  |
|           | 4        | 2      | Venezuela     | Carlos Omaña (DSQ) Carlos Claverie Albert Subirats Cristian Quintero                                        |         | DSQ  |
|           | 4        | 7      | Ungheria      | Gábor Balog (54.06) Dániel Gyurta (DSQ) László Cseh Krisztián Takács                                        |         | DSQ  |

### Finale
| Posizione | Corsia | Nazione       | Atleti                                                                                                   | Tempo   | Note |
| --------- | ------ | ------------- | --- | ------- | ---- |
| 1         | 4      | Stati Uniti   | Ryan Murphy (53.05) Kevin Cordes (58.88) Thomas Shields (50.59) Nathan Adrian (47.41)                    | 3:29.93 |      |
| 2         | 5      | Australia     | Mitch Larkin (52.41) Jake Packard (59.16) Jayden Hadler (51.91) Cameron McEvoy (46.60)                   | 3:30.08 |      |
| 3         | 3      | Francia       | Camille Lacourt (52.81) Giacomo Perez-Dortona (59.88) Mehdy Metella (50.39) Fabien Gilot (47.42)         | 3:30.50 |      |
| 4         | 7      | Gran Bretagna | Chris Walker-Hebborn (53.23) Adam Peaty (57.74) James Guy (51.62) Benjamin Proud (48.08)                 | 3:30.67 |      |
| 5         | 8      | Russia        | Evgenij Rylov (53.21) Kirill Prigoda (59.11) Daniil Pakhomov (51.17) Vladimir Morozov (47.41)            | 3:30.90 |      |
| 6         | 6      | Giappone      | Ryōsuke Irie (53.05) Yasuhiro Koseki (59.31) Takurō Fujii (51.15) Shinri Shioura (47.59)                 | 3:31.10 |      |
| 7         | 2      | Germania      | Jan-Philip Glania (53.48) Hendrik Feldwehr (59.15) Steffen Deibler (51.27) Christoph Fildebrandt (48.26) | 3:32.16 |      |
| 8         | 1      | Polonia       | Radosław Kawęcki (54.25) Marcin Stolarski (1:00.57) Paweł Korzeniowski (51.14) Konrad Czerniak (48.38)   | 3:34.34 |      |